# 國土計畫法
《國土計畫法》是一部中華民國法律，主要目的是為了因應氣候變遷、追求國家永續發展，同時解決中華民國土地法零散及空間規劃體系常年存在的問題所制定。

## 內容
國土計畫法是「國土計畫」的法源依據，透過以「國土計畫」取代「區域計畫」的形式，將過往相互獨立的都市計畫、區域計畫及國家公園計畫等空間規劃進行系統性整合，試圖解決過去區域計畫下非都市土地開發管制不力、非都市土地使用分區與使用地之複雜管理方式等問題。
國土計畫法依據保育及管理的需要，將土地劃作四大功能分區：
1. 國土保育地區：作為保育及保安之用（如國家公園）。
2. 海洋資源地區：作為資源永續利用之用（如海洋保護區）。
3. 農業發展地區：作為確保糧食安全之用（如農地）。
4. 城鄉發展地區：作為集約發展與成長管理之用（如都市計畫區）。

### 修法期程
- 2020年2月20日，行政院會通過國土計畫法部分條文修正草案，增訂於「經行政院核定之國家重大建設計畫」情況下，得適時檢討變更各級國土計畫(15條)；縣市國土計畫的擬訂及審議作業、國土功能分區圖劃設作業，也從「2年」改為「一定期限內完成」，引起環團質疑，恐有空白授權、開後門等疑慮。

- 2020年4月9日，歷經近2個月爭論後，立法院內政委員會初審通過《國土計畫法》部分條文修正草案，除了不納入最具爭議「國家重大建設計畫」部分，並明定縣市國土計畫的擬訂及審議作業延1年、國土功能分區圖劃設作業延2年[2]。

- 2024年2月20日，國土署表示，新制國土計畫法將於民國114年（2025年）4月30日施行，最晚在同年4月30日前完成公告[3]。不過，多數縣市均有無法如期提報國土功能分區圖的情形，對此，時任內政部部長林右昌在立法院備詢時表示，將「依法、照期程進行，也繼續努力」[4]，行政院亦支持此一立場[5]。由在野黨執政的雲林[6]、苗栗[7]等縣市，則持續對此提出疑慮。苗栗縣長鍾東錦呼籲中央政府暫緩實施國土計畫法，主張「這是農業縣普遍心聲」[7]。

- 2024年12月31日，立法院三读通过《国土计画法》部分条文，《国土计画法》將延至2031年施行。[8]

## 外部連結
- 國土計畫法（页面存档备份，存于），全國法規資料庫。